# Älgesjön
Älgesjön är en sjö i Hudiksvalls kommun i Hälsingland och ingår i Delångersåns huvudavrinningsområde. Sjön har en area på 2,33 kvadratkilometer och ligger 297 meter över havet. Sjön avvattnas av vattendraget Getaån.

## Delavrinningsområde
Älgesjön ingår i det delavrinningsområde (689464-152256) som SMHI kallar för Utloppet av Älgesjön. Medelhöjden är 348 meter över havet och ytan är 23,07 kvadratkilometer. Räknas de 2 avrinningsområdena uppströms in blir den ackumulerade arean 29,53 kvadratkilometer. Getaån som avvattnar avrinningsområdet har biflödesordning 2, vilket innebär att vattnet flödar genom totalt 2 vattendrag innan det når havet efter 119 kilometer. Avrinningsområdet består mestadels av skog (85 procent). Avrinningsområdet har 2,34 kvadratkilometer vattenytor vilket ger det en sjöprocent på 10,1 procent.